# 2023년 선거 목록
2023년 선거 목록은 2023년에 치러졌거나, 치러진 선거에 대한 목록이다.
- 1월
  - 8일: 2023년 베냉 총선
  - 13일~14일: 2023년 체코 대통령 선거(1차)
  - 18일: 2023년 앤티가바부다 하원의원 선거
  - 21일: 2023년 슬로바키아 국민투표
  - 22일: 2023년 일본 야마니시현지사 선거
  - 26일: 2023년 토켈라우 총선
  - 27일~28일: 2023년 체코 대통령 선거(2차)
  - 29일: 2023년 리히텐슈타인 국민투표
  - 29일: 2023년 튀니지 총선(2차)

- 2월
  - 5일: 2023년 키프로스 대통령 선거(1차)
  - 5일: 2023년 리히텐슈타인 국민투표
  - 5일: 2023년 모나코 총선
  - 5일: 2023년 에콰도르 지방선거
  - 5일: 2023년 일본 아이치현지사 선거
  - 5일: 2023년 일본 키타큐슈 시장 선거
  - 6일: 2023년 에티오피아 국민투표
  - 12일: 2023년 키프로스 대통령 선거(2차)
  - 12일: 베를린 시의회 선거
  - 24일: 2023년 지부티 총선
  - 25일: 2023년 나이지리아 대통령 선거
  - 25일: 2023년 나이지리아 총선거(영어판)

- 3월
  - 5일: 2023년 에스토니아 총선
  - 7일: 2023년 미그로네시아 총선
  - 15일: 2023년 네델란드 지방선거
  - 19일: 2023년 카자흐스탄 총선
  - 19일: 2023년 몬테네그로 대통령 선거(1차)
  - 19일: 2023년 카자흐스탄 지방선거
  - 19일: 2023년 리투아니아 지방선거
  - 26일: 2023년 쿠바 총선
  - 26일: 2023년 투르크메니스 총선

- 4월
  - 2일: 2023년 안도라 총선
  - 2일: 2023년 볼가리아 총선
  - 2일: 2023년 핀란드 총선
  - 2일: 2023년 몬테네그로 대통령 선거(2차)
  - 5일: 대한민국 2023년 4월 재보궐선거
  - 9일: 2023년 일본 통일지방선거
  - 16일: 2023년 폴리네시아 총선(1차)
  - 20일: 2023년 부탄 총선
  - 24일: 2023년 버진아일랜드 총선
  - 29일: 2023년 니우에 총선
  - 30일: 2023년 폴리네시아 총선(2차)
  - 30일: 2023년 파라과이 대통령 선거
  - 30일: 2023년 파라과이 총선
  - 30일: 2023년 우즈베키스탄 국민투표

- 5월
  - 7일: 2023년 칠레 헌법위원회 선거
  - 13일: 2023년 모리타니 총선(1차)
  - 14일: 2023년 태국 총선거
  - 14일: 2023년 튀르키예 대통령 선거(1차)
  - 14일: 2023년 튀르키예 총선
  - 14일: 2023년 이탈리아 지방선거(1차)
  - 18일: 2023년 북아일랜드 지방선거
  - 21일: 2023년 동티모르 총선
  - 21일: 2023년 5월 그리스 총선
  - 27일: 2023년 모리타니 총선(2차)
  - 28일: 2023년 튀르키예 대통령 선거(2차)
  - 28일: 2023년 이탈리아 지방선거(2차)
  - 28일: 2023년 스페인 지방선거

- 6월
  - 4일: 2023년 기니비사우 총선
  - 4일: 2023년 일본 아오모리현지사 선거
  - 6일: 2023년 쿠웨이트 총선
  - 11일: 2023년 룩셈부르크 지방선거
  - 11일: 2023년 몬테네그로 총선
  - 12일: 2023년 가이아나 지방선거
  - 18일: 2023년 말리 국민투표
  - 18일: 2023년 스위스 국민투표
  - 24일: 2023년 시에라리온 대통령 선거
  - 24일: 2023년 시에라리온 총선
  - 25일: 2023년 6월 그리스 총선
  - 25일: 2023년 과테말라 대통령 선거(1차)
  - 25일: 2023년 과테말라 총선
  - 25일: 2023년 과테말라 과테말라시티시장 선거

- 7월
  - 4일: 2023년 미크로네시아 국민투표
  - 9일: 2023년 우즈베키스탄 대통령 선거
  - 23일: 2023년 캄보디아 총선
  - 23일: 2023년 스페인 총선
  - 30일: 2023년 중앙아프리카공화국 국민투표

- 8월
  - 6일: 2023년 일본 사이타마현지사 선거
  - 20일: 2023년 에콰도르 대통령 선거(1차)
  - 20일: 2023년 에콰도르 총선
  - 20일: 2023년 에콰도르 국민투표
  - 20일: 2023년 과테말라 대통령 선거(2차)
  - 23일: 2023년 짐바브웨 대통령 선거
  - 23일: 2023년 짐바브웨 총선
  - 26일: 2023년 가봉 대통령 선거
  - 26일: 2023년 가봉 총선

- 9월
  - 1일: 2023년 싱가포르 대통령 선거
  - 9일: 2023년 몰디브 대통령 선거(1차)
  - 10일: 2023년 러시아 지방선거
  - 11일: 2023년 노르웨이 지방선거
  - 17일: 2023년 아르헨티 지방선거
  - 29일: 2023년 에스와티니 총선
  - 30일: 2023년 몰디브 대통령 선거(2차)
  - 30일: 2023년 슬로바키아 총선

- 10월
  - 7일: 2023년 아랍에미리트 총선
  - 8일: 2023년 룩셈부르크 총선
  - 8일: 2023년 바이에른 주의회 선거
  - 8일: 2023년 헤센 주의회 선거
  - 8일: 2023년 그리스 지방선거(1차)
  - 10일: 2023년 라이베리아 대통령 선거(1차)
  - 10일: 2023년 라이베리아 총선
  - 11일: 2023년 모잠비크 지방선거
  - 11일: 대한민국 2023년 10월 재보궐선거
  - 12일: 2023년 지브롤터 총선
  - 14일: 2023년 호주 국민투표
  - 14일: 2023년 뉴질랜드 총선
  - 15일: 2023년 에콰도르 대통령 선거(2차)
  - 15일: 2023년 폴란드 상원의원 선거
  - 15일: 2023년 폴란드 국민투표
  - 15일: 2023년 그리스 지방선거(2차)
  - 22일: 2023년 아르헨티나 대통령 선거(1차)
  - 22일: 2023년 아르헨티나 총선
  - 22일: 2023년 아르헨티나 부에노스아이레스시 지방선거
  - 22일: 2023년 아르헨티나 부에노스아이레스 지방선거
  - 22일: 2023년 스위스 연방 선거
  - 29일: 2023년 오만 총선
  - 29일: 2023년 불가리아 지방선거
  - 29일: 2023년 콜롬비아 지방선거

- 11월
  - 5일: 2023년 몰도바 지방선거(1차)
  - 14일: 2023년 라이베리아 대통령 선거(2차)
  - 16일: 2023년 마다가스카르 대통령 선거
  - 19일: 2023년 아르헨티나 대통령 선거(2차)
  - 19일: 2023년 몰도바 지방선거(2차)
  - 20일: 2023년 마셜 제도 총선
  - 20일: 2023년 마셜 제도 국민투표
  - 22일: 2023년 네덜란드 하원의원 선거
  - 26일: 2023년 일본 고치현지사 선거
  - 30일: 2023년 부탄 총선(1차)

- 12월
  - 3일: 2023년 베네수엘라 국민투표
  - 10~12일: 2023년 이집트 대통령 선거
  - 10일: 2023년 홍콩 지방선거
  - 17일: 2023년 차드 국민투표
  - 17일: 2023년 칠레 국민투표
  - 17일: 2023년 세르비아 총선
  - 17일: 2023년 세르비아 지방선거
  - 18일: 2023년 이라크 주지사 선거
  - 20일: 2023년 콩고민주공화국 대통령 선거
  - 20일: 2023년 콩고민주공화국 총선